# San Nicolás (Santa Bárbara)
Pour les articles homonymes, voir San Nicolás.
San Nicolás est une municipalité du Honduras, située dans le département de Santa Bárbara. Elle comprend 9 villages et 35 hameaux. Elle est fondée en 1850.

## Source de la traduction
- (en) Cet article est partiellement ou en totalité issu de l’article de Wikipédia en anglais intitulé « San Nicolás, Santa Bárbara » (voir la liste des auteurs).